# بیلی آدامز (بازیکن فوتبال، زاده ۱۸۹۷)
بیلی آدامز (انگلیسی: Billy Adams; ۲۰ مارس ۱۸۹۷ – ۵ دسامبر ۱۹۴۵) بازیکن فوتبال اهل بریتانیا بود.
از باشگاه‌هایی که در آن بازی کرده‌است می‌توان به باشگاه فوتبال وست برومویچ آلبیون، باشگاه فوتبال بارو، و باشگاه فوتبال نیوپورت کانتی اشاره کرد.